# 立陶宛駐臺代表列表
本列表為立陶宛共和國駐臺灣歷任代表名錄。雙方無正式外交關係。

## 代表機構
1991年11月7日，中華民國外交部政務次長章孝嚴訪問立陶宛時曾與國際經濟部長艾立斯凱諦斯簽署《互設貿易代表團協定》，但後來未能實現。
2021年3月2日，立陶宛國家廣播電視台（LRT）報導，該國國會外交委員會主席帕維里奧尼斯表示，立陶宛正計劃與台灣擴展關係和成立經濟代表處。6月30日，外交部長藍斯柏吉斯亦表示除了在澳洲設立大使館，也會在韓國、新加坡、臺灣設立外交代表機構。
2021年9月30日，立陶宛國會完成修法，允許政府在無外交代表機構的國家與地區開設貿易辦事處，包括臺灣在內。
2022年3月，立陶宛經濟暨創新部長阿爾莫奈特接受臺灣《中央通訊社》專訪指出，立陶宛「完全準備好」要在臺灣設立經貿辦事處，並已去函臺灣外交部，只要臺灣完成相關程序，辦事處就能掛牌成立。7月22日，經濟暨創新部政務次長聶琉嫻娜表示辦事處在9月12日設立。8月17日，經濟暨創新部宣布由總理顧問盧思融（Paulius Lukauskas）為首任代表，並於9月初抵達台灣。9月12日，原定代表處的設立日期，但中華民國外交部在當日新聞稿未多做說明，僅表示「立陶宛政府在盧思融代表本人抵達台灣履新之後，其駐台機構基本上已視為開始運作。」11月7日，立陶宛經濟暨創新部長阿爾莫奈特宣布立陶宛貿易代表處（Lithuanian Trade Representative Office）正式揭牌運作，由首任代表盧思融與中華民國外交部歐洲司長姚金祥見證。

## 歷任代表（2022年至今）
| 姓名   | 姓名（立陶宛文） | 任命          | 到任          | 離任 | 外交職務               |
| ------ | ---------------- | ------------- | ------------- | ---- | ---------------------- |
| 盧思融 |                  | 2022年8月17日 | 2022年9月12日 | 現任 | 代表（Representative） |